# DF-495
DF-495 é uma rodovia de ligação do Distrito Federal, sob administração da respectiva unidade federativa.
No dia 17 de outubro de 2009 a DF-495 teve sua pavimentação asfáltica inaugurada.

## Ligações Externas
- Página do DER-DF